# Tonga ai XXII Giochi olimpici invernali
Tonga ha partecipato ai XXII Giochi olimpici invernali che si sono svolti dal 7 al 23 febbraio a Soči in Russia, con una delegazione composta da un atleta.
Dopo otto presenze ai Giochi olimpici estivi, a Soči, Tonga ha partecipato per la prima volta ai Giochi olimpici invernali.

## Slittino
Tonga si è qualificata alle olimpiadi invernali nello slittino singolo quando Bruno Banani si è qualificato nella 38ª posizione nel campionato mondiale di slittino 2013–14.
Banani, il cui nome di nascita è Fuahea Semi, ha attirato l'attenzione mediatica a causa del suo cambio di nome, adottando per ragioni pubblicitarie quello omonimo di una marca tedesca di biancheria. Tale scelta è stata fortemente criticata dal Vice Presidente del Comitato Olimpico Internazionale, Thomas Bach, che la ha definita di "cattivo gusto".
| Gara    | Atleta       | Manche 1 | Manche 1  | Manche 2 | Manche 2  | Manche 3 | Manche 3  | Manche 4 | Manche 4  | Totale   | Totale    |
| Gara    | Atleta       | Tempo    | Posizione | Tempo    | Posizione | Tempo    | Posizione | Tempo    | Posizione | Tempo    | Posizione |
| ------- | ------------ | -------- | --------- | -------- | --------- | -------- | --------- | -------- | --------- | -------- | --------- |
| Singolo | Bruno Banani | 53"656   | 34        | 53"637   | 31        | 53"162   | 30        | 53"221   | 33        | 3'33"676 | 32        |